# Sąd Ostateczny (obraz Rogiera van der Weydena)

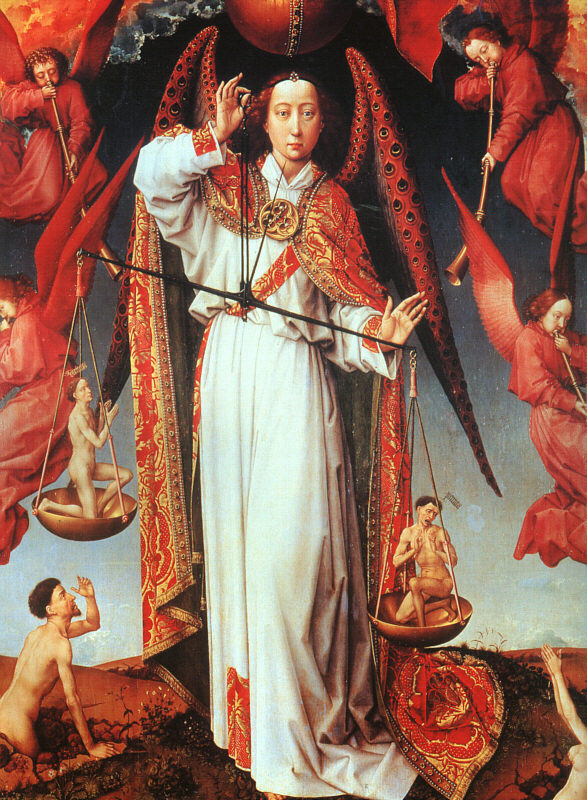
Święty Michał Archanioł -fragment ołtarza

Sąd Ostateczny – dzieło sztuki ołtarzowej namalowane przez Rogiera van der Weydena, przykład późnogotyckiego malarstwa tablicowego w Niderlandach. Znajduje się w Hôtel-Dieu, historycznym hospicjum w Beaune (Francja).

## Dzieje
Kanclerz Księstwa Burgundii Nicolas Rolin (ok. 1376–1462), jeden z możniejszych reprezentantów dworu Filipa Dobrego, zamówił u artysty dzieło, które miało być retabulum ołtarza kaplicy przy sali dla chorych w obrębie hospicjum w Beaune. Rolin jest także inicjatorem i fundatorem całego hospicjum, więc dzieło to de facto było ukoronowaniem całej tej wielkiej inwestycji. Niegdyś ołtarz był na co dzień zamknięty. Otwierano go wyłącznie w niedziele i w dni świąteczne. Podobną funkcję pełniły inne tego typu retabula. Ołtarz przez niemal całe dzieje znajdował się w tym samym miejscu, tak jest dziś. Co więcej hospicjum (Hôtel-Dieu) po dziś dzień pełni swoją pierwotną funkcję.

## Opis i analiza
Dzieło jest poliptykiem, o całkowitych wymiarach 215 × 560 cm. Składa się z obrazu środkowego podzielonego na trzy części, z najwyższą osią środkową, oraz dwóch par skrzydeł ruchomych, większych umieszczonych na dole i mniejszych zamykającej górną część obrazu środkowego. Poszczególne kwatery są namalowane na desce dębowej techniką olejną. Struktura ołtarza jest w pełni zależna od trójpoziomowej kompozycji, będąca konsekwencją hieratycznego układu przedstawienia.

## Ołtarz zamknięty
Ołtarz zamknięty posiada kompozycję o dwóch poziomach. Dwie górne mniejsze kwatery tworzy malowane techniką en grisaille Zwiastowanie – po lewej archanioł Gabriel i Maryja po prawej zwracająca się w stronę archanioła. Za nią stoi ozdobny wazon z liliami.
Poniżej dwie kwatery z przedstawieniami świętych Sebastiana, który jest przywiązany do pnia drzewa, jego ciało przeszyte strzałą, oraz Antoniego podpartego laską i trzymającego w prawej ręce dzwonek. Świętych adoruje para fundatorów przedstawionych w pozie modlitewnej, których malarz ukazał w skrajnych kwaterach – kanclerza Rolin oraz jego małżonkę Guigonne de Salins. Ukazani w splendorze reprezentacyjnych strojów naśladują modlitwę Marii, na pulpitach leżą otwarte księgi modlitewne, towarzyszą im anioły trzymające herby. Układ herbów – ukłon heraldyczny charakteryzuje gest modlitewny reprezentantów wszystkich stanów, którzy sygnowali się herbami.

Sąd Ostateczny Rogiera Van der Weydena (otwarty)

## Ołtarz otwarty
O ile kolorystyka kwater ołtarza zamkniętego jest bardzo ściszona, liczący dziewięć kwater otwarty poliptyk uderza gamą intensywnych barw, z przewagą kolorów płomiennego światła. Centralną oś zajmuje na górze ubrany w czerwone szaty Jezus Chrystus siedzący na złocistym globie i łuku tęczy. Ukazujący swoje rany wykonuje prawicą znak błogosławieństwa, lewicą gest potępienia grzechów. Pasyjny wątek kontynuują dwie pary aniołów ukazanych na górnych skrzydłach. Anioły trzymają Arma Christi – narzędzia męki Pańskiej. Poniżej Chrystusa ukazany jest Archanioł Michał w asyście czterech aniołów grających na trąbach. Archanioł ubrany w albę i bogato zdobione wierzchnie nakrycie spięte zaponą z motywem maswerku w formie trzech przeplatających się kręgów symbolizujących Trójcę Świętą. Archanioł ukazany jest en face, przodem do widza, podobnie jak Chrystus. Uwagę zwraca bogaty ubiór i wyraz pełnej delikatności twarzy; co jest odmienne dla typowych wizerunków tego archanioła. W ręce trzyma wagę, na jej szalkach są ukazane postacie symbolizujące dusze zbawionych i potępionych. Obie postacie ukazane są w geście modlitewnym, zbawiony zwraca się do archanioła, wzrok potępionego ucieka w stronę nagiej kobiety wychodzącej z grobu, która wyciąga rękę ku grzesznikowi. Boczne kwatery tworzą dwa rzędy świętych. Najbliżej Chrystusa klęczą Maria i Jan Ewangelista, za nimi apostołowie i na końcu czterej doktorzy Kościoła (po lewej święci Grzegorz, Hieronim, Augustyn i Ambroży) oraz święte dziewice (Katarzyna, Barbara i Maria Magdalena).
Na samym dole ukazana została sfera ziemska. Tworzy ją krajobraz pełen pagórków, rozciągających się ku horyzontowi. W środkowych kwaterach ukazano grupę postaci wychodzących z grobów, zaś na bocznych grupy zbawionych i potępionych. Zwraca uwaga przewaga grupy potępionych, których gesty i wyrazy twarzy cechuje silny ładunek dramatyzmu. Największy tłum potępionych skłębiony jest w i przy otchłani do której wpadną. W oddali piekielnej ciemności widnieją płomienie. Natomiast twarze nielicznego grona zbawionych cechuje szok, nieśmiała nadzieja bądź spokojna pewność. Swoimi błagalnymi gestami usiłują zwrócić na siebie uwagę, aby ich droga do złotej rajskiej bramy była pewna.
Dobranie tematu, jakim był Sąd Ostateczny, było w pełni celowe, miało to skłonić chorych do modlitwy o zdrowie lecz przede wszystkim do spowiedzi, przygotowania się do pobożnej śmierci. Stan łaski miał czynić człowieka zdrowszym, gwarantować zbawienie po śmierci. Ważna była opieka nie tylko nad ludzkim ciałem, ale ludzką duszą, stąd artysta w swoim dziele podkreślił silny ładunek moralizujący.